# Подарок (фильм, 2015)
«Пода́рок» (англ. The Gift) — австралийско-американский фильм 2015 года, написанный и снятый Джоэлем Эдгертоном, также ставший его режиссёрским дебютом. Выход фильма в прокат в США состоялся 7 августа 2015 года.

## Сюжет
Саймон и Робин Каллем — молодая семейная пара. Они ведут спокойную жизнь до тех пор, пока в ней не появляется старый школьный знакомый Саймона Гордо Моузли. Поначалу всё идёт довольно хорошо, хотя, к удивлению Робин, у Саймона начинает развиваться навязчивая идея, что Гордо хочет соблазнить Робин. В конечном итоге Саймон прямо говорит Гордо, чтобы тот отстал от их семьи, после чего у семьи начинаются неприятности. Сначала погибают рыбки, которых им ранее подарил Гордо, затем исчезает их собака, хотя скоро она находится. В конечном итоге выясняется, что Гордо, рассказывая о себе, искажал факты своей биографии (в частности, он сказал, что служил в армии, но на деле был выгнан оттуда из-за проблем с дисциплиной). Затем Робин получает извинительную записку от Гордо, в которой тот пишет, что «готов забыть старые обиды». Саймон, однако, отказывается мириться с Гордо. В последующие дни, когда Саймон на работе, Робин начинает казаться, что она в доме не одна. Она крадёт у соседей снотворное, потому что не может заснуть ночью. Однажды днём она неожиданно падает в обморок, и Саймон начинает думать, что у его жены обострённая паранойя, хотя Робин пытается доказать, что она не принимала слишком большую дозу. Спустя какое-то время она обнаруживает, что беременна. 
Робин пытается понять, что такого произошло между её мужем и Гордо в прошлом. Она расспрашивает сестру Саймона и узнаёт шокирующую историю: когда Саймон и Гордо учились в школе, какой-то мужчина попытался изнасиловать Гордо, но Саймон с приятелем его спасли. Робин это кажется странным: если Саймон спас Гордо, то почему он так его презирает? Она находит приятеля Саймона, и тот открывает ей настоящую, но не менее шокирующую правду: никакого изнасилования не было. Оказывается, в школе Саймон был хулиганом, который избрал Гордо своим объектом для задирания. Он выдумал историю про изнасилование, и все в неё поверили — вплоть до того, что гомофобный отец Гордо попытался неудачно сжечь его, за что сел в тюрьму. Робин пытается поговорить об этом с Саймоном, но тот отказывается брать на себя ответственность, списывая своё поведение на оскорбительное поведение его отца. Под давлением Робин он находит Гордо и пытается извиниться перед ним, но Гордо его поведение кажется неискренним, и тогда Саймон в ярости валит его на землю. 
Саймон устраивает у себя в доме вечеринку по случаю своего повышения. Неожиданно туда вваливается Дэнни Макдональд, который тоже метил на место Саймона. Он обвиняет Саймона в том, что тот предоставил начальству компромат с его предыдущего места работы, из-за чего его уволили. От этого у Робин начинаются преждевременные роды, но она благополучно рожает здорового мальчика. Уже лёжа в больнице, она говорит Саймону, что хочет разойтись с ним. Саймон едет домой и по пути получает звонок от своего начальства, которое сообщает, что его мошенничество с Макдональдом раскрыто и он уволен. На пороге дома Саймон находит посылку от Гордо с тремя коробками. В первой обнаруживается ключ от входной двери дома (Гордо в любой день имел доступ к их дому). Во второй — аудиозапись разговора между Саймоном и Робин, где он говорит жене, что Гордо хочет её соблазнить. В третьей — видеозапись, на которой Гордо, одетый в маску обезьяны (ранее Робин сказала Гордо, что её муж очень боится обезьян), снимает на камеру тот самый день, когда Робин упала в обморок: он подсыпает ей снотворное в напиток, а когда она засыпает, он подходит к ней и наводит камеру на её тело, после чего запись обрывается, но у Саймона появляется подозрение, что Гордо изнасиловал Робин. Тем временем Гордо с цветами приходит к Робин в палату. У него перевязана рука и порез над бровью. Он говорит Робин, что это сделал Саймон (хотя тот не ломал ему руку), и Робин окончательно убеждается в психической нестабильности мужа. 
Саймон приезжает в больницу и замечает Гордо, но тому удаётся скрыться от него. Затем Гордо звонит ему по телефону и сообщает, что если Саймона так мучает вопрос, насиловал ли он его жену, то пусть посмотрит на глаза мальчика. Но Робин, окончательно потеряв к Саймону доверие, отказывается показывать ему ребёнка. Увольнение с работы и разрушенный брак полностью подавляют и опустошают Саймона. Гордо какое-то время наблюдает за ним из конца больничного коридора, а затем уходит, на ходу снимая повязку с руки.

## В ролях
- Ребекка Холл — Робин
- Джейсон Бейтман — Саймон
- Джоэл Эдгертон — Гордон «Гордо» Мозли
- Эллисон Толман — Люси
- Тим Гриффин[англ.] — Кевин «Кей Кей» Килор
- Кэти Аселтон — Джоан
- Уэнделл Пирс — Детектив Миллс
- Бо Кнапп[англ.] — Детектив Уокер
- Адам Лэзарр-Уайт — Рон
- Дэвид Денман — Грег
- Пи Джей Бирн — Дэнни Макдональд
- Бизи Филиппс — Даффи

## Отзывы
Фильм получил крайне высокие отзывы мировой кинопрессы. На сайте Rotten Tomatoes на основе 173 рецензий со средним баллом 7,4 из 10 фильм получил оценку 92 %.